# 1069
Високе Середньовіччя •  Золота доба ісламу •  Реконкіста •  Київська Русь

## Геополітична ситуація
Візантію очолив Роман IV Діоген. Генріх IV є королем Німеччини, а Філіп I — королем Франції.
Апеннінський півострів розділений між численними державами: північ належить Священній Римській імперії, середню частину займає Папська область, південна частина півострова належить частково Візантії, а частково окупована норманами. Деякі міста півночі: Венеція, Генуя, мають статус міст-республік.
Південь Піренейського півострова займають численні емірати, що утворилися після розпаду Кордовського халіфату. Північну частину півострова займають християнські Кастилія, Леон (Астурія, Галісія), Наварра, Арагон та Барселона. Вільгельм Завойовник став королем Англії, Олаф III є королем Норвегії, а Свейн II Данський — Данії.
У Київській Русі на престол повернувся Ізяслав Ярославич. У Польщі княжить Болеслав II Сміливий. У Хорватії править Петар Крешимир IV. На чолі королівства Угорщина стоїть Шаламон I.
Аббасидський халіфат очолює аль-Каїм під покровительством сельджуків, які окупували Персію, в Єгипті владу утримують Фатіміди, у Магрибі почалося піднесення Альморавідів, у Середній Азії правлять Караханіди, Газневіди втримують частину Індії. У Китаї триває правління династії Сун. Значними державами Індії є Пала, Чола. В Японії триває період Хей'ан.

## Події
- Ізяслав Ярославович при підтримці військ польського князя Болеслава ІІ Сміливого повернув собі втрачений роком раніше київський престол.
- Ізяслав Ярославич віддав Полоцьке князівство своєму сину Святополку.
- В Англії збунтували мешканці Дарема і вбили одного з помічників Вільгельма Завойовника Роберта де Коміна.
- Вільгельм Завойовник провів жорстоку каральну експедицію в північні райони Англії, спалюючи села і урожай. Від голоду померло за оцінками близько 100 тисяч людей.
- Китайський імператор Шень-цзун із династії Сун призначив своїм радником Ван Аньши, який почав запроваджувати масштабні реформи.
- Королем Норвегії став Олаф III.
- Тривала війна між Візантією та сельджуками.